# سقوط الحضر
وقع سقوط الحضر، عاصمة مملكة الحضر تحت حكم سنطروق الثاني، في القرن الثالث بعد حصار طويل من قبل الملك الساساني سابور الأول. نُهبت الحضر وتم التخل عنها، وحلّت مملكتها.

## الخلفية
خلال الحروب الرومانية الفارسية، كانت مملكة الحضر دولة عازلة بين الإمبراطورية الرومانية والإمبراطورية الفرثية، وكانت السلالة في الغالب تحت تأثير الأخيرة. كانت عاصمتها الحضر كانت محصنة بقوة، وتمكنت من صد الحصارات التي وقعت من قبل الأباطرة الرومان تراجان (في 117 م) وسيبتيموس سيفيروس (في 193 و197 م). وفي عهد سنطروق الثاني، توسعت المملكة، وعند قيام الإمبراطورية الساسانية مكان الفرثية، غيرت الحضر ولائها وأصبحت دولة تابعة للرومان. حاصر الملك الساساني أردشير الأول المدينة دون جدوى في 220s. يوحي التفاني اللاتيني من عام 235 والموجود في أنقاض الحضر بوجود جيش روماني في المدينة في تلك الفترة.

## الحصار وعواقبه
وضعت المصادر الحديثة تاريخ سقوط الحضر في 240-241 م (أو أبريل 241 م) وفقًا للوثيقة المكتشفة حديثًا مخطوطة ماني بكولونيا (18.2-8)، وهو نفس العام الذي توج فيه أردشير الأول ابنه سابور الأول باعتباره الوصي المشارك. ربما يكون أي من هؤلاء قد غزا الحضر. استغرق الحصار سنة واحدة، أو سنتين، بحسب الطبري.
بعد غزو المدينة، تم نهبها، وتدمير تحصيناتها، كانت المدينة مهجورة ولم يتم إعادة توطينها أبدًا، وتم تفكيك مملكة الحضر. وفي عام 363، مر أميانوس مارسيليانوس على الحضر مع الجيش الروماني ووصفها بأنها «مدينة قديمة تقع في منطقة غير مأهولة ومهجورة لفترة طويلة».
تم وصف سقوط الحضر في التقاليد العربية ووالفارسية خلال العصور الوسطى من خلال القصص التي تمزج الحقائق والخيال. تحكي أسطورة أن الأميرة الحضرية النضيرة خانت المدينة لسابور الأول بعد الوقوع في حبه.
يُعتقد أن الاستيلاء الساساني على الحضر هو سبب الحرب الفارسية لغورديان الثالث.